# Stenailurus
Stenailurus — вимерлий рід шаблезубої кішки-махайродонта з пізнього міоцену Іспанії. Він містить один вид Stenailurus teilhardi.